# Simon Aspelin
Simon Olof Karl Aspelin (ur. 11 maja 1974 w Saltsjöbaden) – szwedzki tenisista, reprezentant w Pucharze Davisa, zwycięzca US Open 2007 w grze podwójnej, wicemistrz olimpijski w grze podwójnej z Pekinu (2008).

## Kariera tenisowa
Praworęczny Szwed karierę zawodową rozpoczął w roku 1998, po studiach w USA (Pepperdine University w Malibu, Kalifornia).
W grze pojedynczej nie osiągnął większych sukcesów; najwyżej w rankingu singlistów był na 436. miejscu w sierpniu 1998 roku.
Aspelin przede wszystkim występował w rozgrywkach deblowych odnosząc w przeciągu swojej kariery 12 zwycięstw w turniejach rangi ATP World Tour oraz w dalszych 21 turniejach grał w finale. Jego największym sukcesem w karierze jest zwycięstwo w wielkoszlemowym US Open z 2007 roku w grze podwójnej. Wspólnie z Julianem Knowlem wyeliminowali w drodze po tytuł m.in. czołową parę w rankingu Boba i Mike’a Bryanów. W finale para szwedzko–austriacka pokonała debel Lukáš Dlouhý–Pavel Vízner. Ponadto Aspelin jest finalistą Tennis Masters Cup z roku 2007, gdzie grał ponownie z Julianem Knowlem. W finale przegrali z parą Mark Knowles–Daniel Nestor. Rok później, podczas igrzysk olimpijskich w Pekinie Aspelin, tworząc duet z Thomasem Johanssonem, wywalczyli srebrny medal ponosząc porażkę w finale ze Szwajcarami, Rogerem Federerem oraz Stanislasem Wawrinką. Najwyższą pozycję w indywidualnym rankingu deblistów szwedzki tenisista osiągnął na początku marca 2008 roku – nr 7.
W roku 2001 Aspelin zadebiutował w reprezentacji Szwecji w Pucharze Davisa. Jest półfinalistą edycji z roku 2007. Wtedy to w rundzie o finał Szwedzi przegrali z USA 4:1. Łącznie w reprezentacji Szwecji rozegrał czternaście meczów – dwa przegrane pojedynki w singlu oraz sześć wygranych, a także sześć przegranych w deblu.
Dnia 17 lipca 2011 roku, po przegranym finale w Båstad, Aspelin zakończył karierę tenisową.

### Finały w turniejach ATP World Tour

#### Gra podwójna (12–21)
| Legenda                                                  |
| Wielki Szlem (1–0)                                       |
| Igrzyska olimpijskie (0–1)                               |
| Tennis Masters Cup / ATP World Tour Finals (0–1)         |
| ATP Masters Series / ATP World Tour Masters 1000 (0–1)   |
| ATP International Series Gold / ATP World Tour 500 (3–4) |
| ATP International Series / ATP World Tour 250 (8–14)     |

| Wygrane według nawierzchni |
| Twarda (5–10)              |
| Ceglana (5–10)             |
| Trawiasta (1–1)            |
| Dywanowa (1–0)             |

| Końcowy wynik | Nr  | Data                 | Turniej                      | Nawierzchnia    | Partner            | Przeciwnicy w finale                   | Wynik finału          |
| Zwycięzca     | 1.  | 13 lutego 2000       | Marsylia                     | Twarda (hala)   | Johan Landsberg    | Juan Ignacio Carrasco Jairo Velasco Jr | 7:6(2), 6:4           |
| Finalista     | 1.  | 15 lipca 2001        | Båstad                       | Ceglana         | Andrew Kratzmann   | Karsten Braasch Jens Knippschild       | 6:7(3), 6:4, 6:7(5)   |
| Finalista     | 2.  | 29 lipca 2001        | Kitzbühel                    | Ceglana         | Andrew Kratzmann   | Àlex Corretja Luis Lobo                | 1:6, 4:6              |
| Finalista     | 3.  | 24 lutego 2002       | Buenos Aires                 | Ceglana         | Andrew Kratzmann   | Gastón Etlis Martín Rodríguez          | 6:3, 3:6, 4–10        |
| Finalista     | 4.  | 14 kwietnia 2002     | Estoril                      | Ceglana         | Andrew Kratzmann   | Karsten Braasch Andriej Olchowski      | 3:6, 3:6              |
| Zwycięzca     | 2.  | 25 maja 2003         | Sankt Pölten                 | Ceglana         | Massimo Bertolini  | Sarkis Sarksjan Nenad Zimonjić         | 6:4, 6:7(8), 6:3      |
| Zwycięzca     | 3.  | 13 lipca 2003        | Båstad                       | Ceglana         | Massimo Bertolini  | Lucas Arnold Ker Mariano Hood          | 6:7(3), 6:0, 6:4      |
| Finalista     | 5.  | 14 września 2003     | Bukareszt                    | Ceglana         | Jeff Coetzee       | Karsten Braasch Sarkis Sarksjan        | 6:7(7), 2:6           |
| Finalista     | 6.  | 11 lipca 2004        | Båstad                       | Ceglana         | Todd Perry         | Mahesh Bhupathi Jonas Björkman         | 6:4, 6:7(2), 6:7(6)   |
| Finalista     | 7.  | 18 lipca 2004        | Stuttgart                    | Ceglana         | Todd Perry         | Jiří Novák Radek Štěpánek              | 2:6, 4:6              |
| Finalista     | 8.  | 9 stycznia 2005      | Adelaide                     | Twarda          | Todd Perry         | Xavier Malisse Olivier Rochus          | 6:7(5), 4:6           |
| Finalista     | 9.  | 16 stycznia 2005     | Auckland                     | Twarda          | Todd Perry         | Yves Allegro Michael Kohlmann          | 4:6, 6:7(4)           |
| Zwycięzca     | 4.  | 6 lutego 2005        | Delray Beach                 | Twarda          | Todd Perry         | Jordan Kerr Jim Thomas                 | 6:3, 6:3              |
| Zwycięzca     | 5.  | 20 lutego 2005       | Memphis                      | Twarda (hala)   | Todd Perry         | Bob Bryan Mike Bryan                   | 6:4, 6:4              |
| Finalista     | 10. | 19 czerwca 2005      | Nottingham                   | Trawiasta       | Todd Perry         | Jonatan Erlich Andy Ram                | 6:4, 3:6, 5:7         |
| Finalista     | 11. | 24 lipca 2005        | Indianapolis                 | Twarda          | Todd Perry         | Paul Hanley Graydon Oliver             | 2:6, 1:3 krecz        |
| Finalista     | 12. | 24 października 2005 | Tokio                        | Twarda          | Todd Perry         | Satoshi Iwabuchi Takao Suzuki          | 4:5(3), 4:5(13)       |
| Finalista     | 13. | 15 stycznia 2006     | Auckland                     | Twarda          | Todd Perry         | Andrei Pavel Rogier Wassen             | 3:6, 7:5, 4–10        |
| Zwycięzca     | 6.  | 29 października 2006 | Petersburg                   | Dywanowa (hala) | Todd Perry         | Julian Knowle Jürgen Melzer            | 6:1, 7:6(3)           |
| Finalista     | 14. | 14 stycznia 2007     | Auckland                     | Twarda          | Chris Haggard      | Jeff Coetzee Rogier Wassen             | 7:6(9), 3:6, 2–10     |
| Zwycięzca     | 7.  | 26 maja 2007         | Pörtschach                   | Ceglana         | Julian Knowle      | Leoš Friedl David Škoch                | 7:6(6), 5:7, 10–5     |
| Zwycięzca     | 8.  | 17 czerwca 2007      | Halle                        | Trawiasta       | Julian Knowle      | Fabrice Santoro Nenad Zimonjić         | 6:4, 7:6(5)           |
| Zwycięzca     | 9.  | 15 lipca 2007        | Båstad (2)                   | Ceglana         | Julian Knowle      | Martín García Sebastián Prieto         | 6:2, 6:4              |
| Zwycięzca     | 10. | 7 września 2007      | US Open, Nowy Jork           | Twarda          | Julian Knowle      | Lukáš Dlouhý Pavel Vízner              | 7:5, 6:4              |
| Finalista     | 15. | 18 listopada 2007    | Tennis Masters Cup, Szanghaj | Twarda (hala)   | Chris Haggard      | Mark Knowles Daniel Nestor             | 2:6, 3:6              |
| Finalista     | 16. | 17 sierpnia 2008     | Pekin                        | Twarda          | Thomas Johansson   | Roger Federer Stanislas Wawrinka       | 3:6, 4:6, 7:6(4), 3:6 |
| Finalista     | 17. | 12 kwietnia 2009     | Cassablanca                  | Ceglana         | Paul Hanley        | Łukasz Kubot Oliver Marach             | 6:7(4), 6:3, 6–10     |
| Finalista     | 18. | 17 maja 2009         | Madryt                       | Ceglana         | Wesley Moodie      | Daniel Nestor Nenad Zimonjić           | 4:6, 4:6              |
| Zwycięzca     | 11. | 26 lipca 2009        | Hamburg                      | Ceglana         | Paul Hanley        | Marcelo Melo Filip Polášek             | 6:3, 6:3              |
| Finalista     | 19. | 25 października 2009 | Sztokholm                    | Twarda (hala)   | Paul Hanley        | Bruno Soares Kevin Ullyett             | 4:6, 6:7(4)           |
| Finalista     | 20. | 14 lutego 2010       | Rotterdam                    | Twarda (hala)   | Paul Hanley        | Daniel Nestor Nenad Zimonjić           | 4:6, 6:4, 7–10        |
| Zwycięzca     | 12. | 27 lutego 2010       | Dubaj                        | Twarda          | Paul Hanley        | Lukáš Dlouhý Leander Paes              | 6:2, 6:3              |
| Finalista     | 21. | 17 lipca 2011        | Båstad                       | Ceglana         | Andreas Siljeström | Robert Lindstedt Horia Tecău           | 3:6, 3:6              |